# Liste des épisodes des séries sur Carol Danvers
 (octobre 2023).
Pour un article plus général, voir Carol Danvers.
La liste des épisodes des séries sur Carol Danvers  est l'ensemble des épisodes de la série de comic books où Carol Danvers est le personnage principal, ainsi que des épisodes des séries secondaires ou périphériques.
Pour chaque épisode, sont présentés le numéro, les titres en français et en anglais, le scénariste, le dessinateur, la date de publication et un résumé de l'histoire.

## Séries principales

### Ms. MarvelVolume 1 (série de 1976)
| Numéro    | Titre V.F. (titre V.O.)                                                      | Scénariste(s)                | Dessinateur(s)         | Date de publication    |
| --------- | ---------------------------------------------------------------------------- | ---------------------------- | ---------------------- | ---------------------- |
|           |                                                                              |                              |                        |                        |
| 1         | La Guerrière (This Woman, This Warrior!)                                     | Gerry Conway                 | John Buscema           | 5 octobre 1976         |
| [ 2 ]     |                                                                              |                              |                        |                        |
| Remarques |                                                                              |                              |                        |                        |
|           |                                                                              |                              |                        |                        |
| 2         | Destructor Passe à L'Attaque ! (Enigma of Wear!)                             | Gerry Conway                 | John Buscema           | 2 novembre 1976        |
|           |                                                                              |                              |                        |                        |
| Remarques |                                                                              |                              |                        |                        |
|           |                                                                              |                              |                        |                        |
| 3         | Ne La Tuez Pas !!! (The Lady's Not For Killing)                              | Gerry Conway Chris Claremont | John Buscema           | 30 novembre 1976       |
|           |                                                                              |                              |                        |                        |
| Remarques |                                                                              |                              |                        |                        |
|           |                                                                              |                              |                        |                        |
| 4         | A La Merci De Doomsday Man ! ( Death Is the Doomsday Man!)                   | Chris Claremont              | Jim Mooney             | 11 janvier 1977        |
|           |                                                                              |                              |                        |                        |
| Remarques |                                                                              |                              |                        |                        |
|           |                                                                              |                              |                        |                        |
| 5         | Le Pont de la Mort (Bridge of No Return)                                     | Chris Claremont              | Jim Mooney             | 8 février 1977         |
|           |                                                                              |                              |                        |                        |
| Remarques |                                                                              |                              |                        |                        |
|           |                                                                              |                              |                        |                        |
| 6         | Le Prince Vengeur ! (... And Grotesk Shall Slay Thee)                        | Chris Claremont              | Jim Mooney             | 8 mars 1977            |
|           |                                                                              |                              |                        |                        |
| Remarques |                                                                              |                              |                        |                        |
|           |                                                                              |                              |                        |                        |
| 7         | Cauchemar Eveillé (Nightmare!)                                               | Chris Claremont              | Jim Mooney             | 12 avril 1977          |
|           |                                                                              |                              |                        |                        |
| Remarques |                                                                              |                              |                        |                        |
|           |                                                                              |                              |                        |                        |
| 8         | Le Dernier Coucher de Soleil (The Last Sunset...?)                           | Chris Claremont              | Jim Mooney             | 10 mai 1977            |
|           |                                                                              |                              |                        |                        |
| Remarques |                                                                              |                              |                        |                        |
|           |                                                                              |                              |                        |                        |
| 9         | Je M'Appelle Deathbird ! (Call Me Death-Bird!)                               | Chris Claremont              | Keith Pollard          | 7 juin 1977            |
|           |                                                                              |                              |                        |                        |
| Remarques |                                                                              |                              |                        |                        |
|           |                                                                              |                              |                        |                        |
| 10        | La Revanche de M.O.D.O.K. (Cry Murder... Cry MODOK!)                         | Chris Claremont              | Sal Buscema            | 12 juillet 1977        |
|           |                                                                              |                              |                        |                        |
| Remarques |                                                                              |                              |                        |                        |
|           |                                                                              |                              |                        |                        |
| 11        | Rendez-vous Sur Une Île ! (Day of the Dark Angel!)                           | Chris Claremont              | Sal Buscema            | 10 août 1977           |
|           |                                                                              |                              |                        |                        |
| Remarques |                                                                              |                              |                        |                        |
|           |                                                                              |                              |                        |                        |
| 12        | La Guerrière... et la Reine-Sorcière ! (The Warrior... and the Witch-Queen!) | Chris Claremont              | Sal Buscema            | 13 septembre 1977      |
|           |                                                                              |                              |                        |                        |
| Remarques |                                                                              |                              |                        |                        |
|           |                                                                              |                              |                        |                        |
| 13        | De Retour à la Maison ! (Homecoming!)                                        | Chris Claremont              | Jim Mooney             | 11 octobre 1977        |
|           |                                                                              |                              |                        |                        |
| Remarques |                                                                              |                              |                        |                        |
|           |                                                                              |                              |                        |                        |
| 14        | Panique au 40e Etage (Fear Stalks Floor 40)                                  | Chris Claremont              | Carmine Infantino      | 8 novembre 1977        |
|           |                                                                              |                              |                        |                        |
| Remarques |                                                                              |                              |                        |                        |
|           |                                                                              |                              |                        |                        |
| 15        | (The Shark Is a Very Deadly Beast!)                                          | Chris Claremont              | Jim Mooney             | 13 décembre 1977       |
|           |                                                                              |                              |                        |                        |
| Remarques |                                                                              |                              |                        |                        |
|           |                                                                              |                              |                        |                        |
| 16        | (The Deep Deadly Silence!)                                                   | Chris Claremont              | Jim Mooney             | 10 janvier 1978        |
|           |                                                                              |                              |                        |                        |
| Remarques |                                                                              |                              |                        |                        |
|           |                                                                              |                              |                        |                        |
| 17        | (Shadow of the Gun!)                                                         | Chris Claremont              | Jim Mooney             | 7 février 1978         |
|           |                                                                              |                              |                        |                        |
| Remarques |                                                                              |                              |                        |                        |
|           |                                                                              |                              |                        |                        |
| 18        | (The St. Valentine's Day/Avengers Massacre!)                                 | Chris Claremont              | Jim Mooney             | 14 mars 1978           |
|           |                                                                              |                              |                        |                        |
| Remarques |                                                                              |                              |                        |                        |
|           |                                                                              |                              |                        |                        |
| 19        | (Mirror, Mirror!)                                                            | Chris Claremont              | Carmine Infantino      | 9 mai 1978             |
|           |                                                                              |                              |                        |                        |
| Remarques |                                                                              |                              |                        |                        |
|           |                                                                              |                              |                        |                        |
| 20        | (The All-New Ms. Marvel)                                                     | Chris Claremont              | Dave Cockrum           | 11 juillet 1978        |
|           |                                                                              |                              |                        |                        |
| Remarques | Changement de costume.                                                       | Changement de costume.       | Changement de costume. | Changement de costume. |
|           |                                                                              |                              |                        |                        |
| 21        | (The Devil in the Dark!)                                                     | Chris Claremont              | Dave Cockrum           | 12 septembre 1978      |
|           |                                                                              |                              |                        |                        |
| Remarques |                                                                              |                              |                        |                        |
|           |                                                                              |                              |                        |                        |
| 22        | (Second Chance!)                                                             | Chris Claremont              | Mike Vosburg           | 7 novembre 1978        |
|           |                                                                              |                              |                        |                        |
| Remarques |                                                                              |                              |                        |                        |
|           |                                                                              |                              |                        |                        |
| 23        | (The Woman Who Fell to Earth)                                                | Chris Claremont              | Mike Vosburg           | 9 janvier 1979         |
|           |                                                                              |                              |                        |                        |
| Remarques |                                                                              |                              |                        |                        |

### Ms. MarvelVolume 2 (série de 2006)
| Numéro    | Titre V.F. (titre V.O.)                                 | Scénariste(s) | Dessinateur(s)                       | Date de publication |
| --------- | ------------------------------------------------------- | ------------- | ------------------------------------ | ------------------- |
|           |                                                         |               |                                      |                     |
| 1         | (Best of the Best)                                      | Brian Reed    | Roberto De La Torre                  | 1er mars 2006       |
|           |                                                         |               |                                      |                     |
| Remarques |                                                         |               |                                      |                     |
|           |                                                         |               |                                      |                     |
| 2         | (Invasion!)                                             | Brian Reed    | Roberto De La Torre                  | 12 avril 2006       |
|           |                                                         |               |                                      |                     |
| Remarques |                                                         |               |                                      |                     |
|           |                                                         |               |                                      |                     |
| 3         |                                                         | Brian Reed    | Roberto De La Torre                  | 17 mai 2006         |
|           |                                                         |               |                                      |                     |
| Remarques |                                                         |               |                                      |                     |
|           |                                                         |               |                                      |                     |
| 4         | (Traveler's Tales)                                      | Brian Reed    | Roberto De La Torre                  | 14 juin 2006        |
|           |                                                         |               |                                      |                     |
| Remarques |                                                         |               |                                      |                     |
|           |                                                         |               |                                      |                     |
| 5         | (Time and Time Again)                                   | Brian Reed    | Roberto De La Torre                  | 12 juillet 2006     |
|           |                                                         |               |                                      |                     |
| Remarques |                                                         |               |                                      |                     |
|           |                                                         |               |                                      |                     |
| 6         | (Battle Lines)                                          | Brian Reed    | Roberto De La Torre                  | 9 août 2006         |
|           |                                                         |               |                                      |                     |
| Remarques |                                                         |               |                                      |                     |
|           |                                                         |               |                                      |                     |
| 7         | (Battle Lines: Part 2)                                  | Brian Reed    | Roberto De La Torre                  | 13 septembre 2006   |
|           |                                                         |               |                                      |                     |
| Remarques |                                                         |               |                                      |                     |
|           |                                                         |               |                                      |                     |
| 8         | (For the Best)                                          | Brian Reed    | Roberto De La Torre                  | 18 octobre 2006     |
|           |                                                         |               |                                      |                     |
| Remarques |                                                         |               |                                      |                     |
|           |                                                         |               |                                      |                     |
| 9         | (Doppelganger)                                          | Brian Reed    | Mike Wieringo                        | 15 novembre 2006    |
|           |                                                         |               |                                      |                     |
| Remarques |                                                         |               |                                      |                     |
|           |                                                         |               |                                      |                     |
| 10        | (Your Own Worst Enemy)                                  | Brian Reed    | Mike Wieringo                        | 20 décembre 2006    |
|           |                                                         |               |                                      |                     |
| Remarques |                                                         |               |                                      |                     |
|           |                                                         |               |                                      |                     |
| 11        | (Doomsday)                                              | Brian Reed    | Roberto De La Torre                  | 4 janvier 2007      |
|           |                                                         |               |                                      |                     |
| Remarques |                                                         |               |                                      |                     |
|           |                                                         |               |                                      |                     |
| 12        | (Something Dark is Coming)                              | Brian Reed    | Roberto De La Torre Patrick Zircher  | 7 février 2007      |
|           |                                                         |               |                                      |                     |
| Remarques |                                                         |               |                                      |                     |
|           |                                                         |               |                                      |                     |
| 13        | (The Deal: Part 1)                                      | Brian Reed    | Aaron Lopresti                       | 21 mars 2007        |
|           |                                                         |               |                                      |                     |
| Remarques |                                                         |               |                                      |                     |
|           |                                                         |               |                                      |                     |
| 14        | (The Deal: Part 2)                                      | Brian Reed    | Aaron Lopresti                       | 4 avril 2007        |
|           |                                                         |               |                                      |                     |
| Remarques |                                                         |               |                                      |                     |
|           |                                                         |               |                                      |                     |
| 15        | (Ready, A.I.M., Fire!)                                  | Brian Reed    | Aaron Lopresti                       | 2 mai 2007          |
|           |                                                         |               |                                      |                     |
| Remarques |                                                         |               |                                      |                     |
|           |                                                         |               |                                      |                     |
| 16        | (Ready, A.I.M., Fire!: Part 2)                          | Brian Reed    | Aaron Lopresti                       | 6 juin 2007         |
|           |                                                         |               |                                      |                     |
| Remarques |                                                         |               |                                      |                     |
|           |                                                         |               |                                      |                     |
| 17        | (Ready, A.I.M., Fire!: Part 3)                          | Brian Reed    | Aaron Lopresti                       | 5 juillet 2007      |
|           |                                                         |               |                                      |                     |
| Remarques |                                                         |               |                                      |                     |
|           |                                                         |               |                                      |                     |
| 18        | (Puppets)                                               | Brian Reed    | Aaron Lopresti                       | 1er août 2007       |
|           |                                                         |               |                                      |                     |
| Remarques |                                                         |               |                                      |                     |
|           |                                                         |               |                                      |                     |
| 19        | (Puppets: Part 2)                                       | Brian Reed    | Aaron Lopresti                       | 6 septembre 2007    |
|           |                                                         |               |                                      |                     |
| Remarques |                                                         |               |                                      |                     |
|           |                                                         |               |                                      |                     |
| 20        | (Puppets: Part 3)                                       | Brian Reed    | Greg Tocchini                        | 3 octobre 2007      |
|           |                                                         |               |                                      |                     |
| Remarques |                                                         |               |                                      |                     |
|           |                                                         |               |                                      |                     |
| 21        | (Monster and Marvel: Part 1)                            | Brian Reed    | Aaron Lopresti                       | 7 novembre 2007     |
|           |                                                         |               |                                      |                     |
| Remarques |                                                         |               |                                      |                     |
|           |                                                         |               |                                      |                     |
| 22        | (Monster and Marvel: Part 2)                            | Brian Reed    | Aaron Lopresti                       | 5 décembre 2007     |
|           |                                                         |               |                                      |                     |
| Remarques |                                                         |               |                                      |                     |
|           |                                                         |               |                                      |                     |
| 23        | (Monster and Marvel: Part 3)                            | Brian Reed    | Aaron Lopresti                       | 4 janvier 2008      |
|           |                                                         |               |                                      |                     |
| Remarques |                                                         |               |                                      |                     |
|           |                                                         |               |                                      |                     |
| 24        | (Monster and Marvel: Part 4)                            | Brian Reed    | Aaron Lopresti                       | 6 février 2008      |
|           |                                                         |               |                                      |                     |
| Remarques |                                                         |               |                                      |                     |
|           |                                                         |               |                                      |                     |
| 25        | (The Secret Invasion)                                   | Brian Reed    | Adriana MeloRon Frenz                | 26 mars 2008        |
|           |                                                         |               |                                      |                     |
| Remarques |                                                         |               |                                      |                     |
|           |                                                         |               |                                      |                     |
| 26        | (Secret Invasion: Part Two)                             | Brian Reed    | Adriana Melo                         | 23 avril 2008       |
|           |                                                         |               |                                      |                     |
| Remarques |                                                         |               |                                      |                     |
|           |                                                         |               |                                      |                     |
| 27        | (Secret Invasion: Part Three)                           | Brian Reed    | Andre Coelho                         | 29 mai 2008         |
|           |                                                         |               |                                      |                     |
| Remarques |                                                         |               |                                      |                     |
|           |                                                         |               |                                      |                     |
| 28        | (Secret Invasion: The Battle of Manhattan)              | Brian Reed    | Adriana Melo                         | 25 juin 2008        |
|           |                                                         |               |                                      |                     |
| Remarques |                                                         |               |                                      |                     |
|           |                                                         |               |                                      |                     |
| 29        | (The Battle of Manhattan: Part 2)                       | Brian Reed    | Adriana Melo                         | 30 juillet 2008     |
|           |                                                         |               |                                      |                     |
| Remarques |                                                         |               |                                      |                     |
|           |                                                         |               |                                      |                     |
| 30        | (The Battle of Manhattan: Conclusion)                   | Brian Reed    | Adriana Melo Paulo Siqueira          | 10 septembre 2008   |
|           |                                                         |               |                                      |                     |
| Remarques |                                                         |               |                                      |                     |
|           |                                                         |               |                                      |                     |
| 31        | (Family)                                                | Brian Reed    | Marcos Marz                          | 24 septembre 2008   |
|           |                                                         |               |                                      |                     |
| Remarques |                                                         |               |                                      |                     |
|           |                                                         |               |                                      |                     |
| 32        | (Secret Agent Danvers, Part 1: Ascension)               | Brian Reed    | Paulo Siqueira                       | 22 octobre 2008     |
|           |                                                         |               |                                      |                     |
| Remarques |                                                         |               |                                      |                     |
|           |                                                         |               |                                      |                     |
| 33        | (Secret Agent Danvers, Part 2: Vitamin)                 | Brian Reed    | Adriana Melo                         | 26 novembre 2006    |
|           |                                                         |               |                                      |                     |
| Remarques |                                                         |               |                                      |                     |
|           |                                                         |               |                                      |                     |
| 34        | (The Death of Ms. Marvel: Part 1 of 3)                  | Brian Reed    | Adriana Melo Paulo Siqueira          | 24 décembre 2006    |
|           |                                                         |               |                                      |                     |
| Remarques |                                                         |               |                                      |                     |
|           |                                                         |               |                                      |                     |
| 35        | (The Death of Ms. Marvel: Part 2 of 3)                  | Brian Reed    | Patrick Olliffe                      | 28 janvier 2009     |
|           |                                                         |               |                                      |                     |
| Remarques |                                                         |               |                                      |                     |
|           |                                                         |               |                                      |                     |
| 36        | (The Death of Ms. Marvel: Conclusion)                   | Brian Reed    | Patrick Olliffe                      | 25 février 2009     |
|           |                                                         |               |                                      |                     |
| Remarques |                                                         |               |                                      |                     |
|           |                                                         |               |                                      |                     |
| 37        |                                                         | Brian Reed    | Patrick Olliffe                      | 25 mars 2009        |
|           |                                                         |               |                                      |                     |
| Remarques |                                                         |               |                                      |                     |
|           |                                                         |               |                                      |                     |
| 38        | (Meet the New Boss...)                                  | Brian Reed    | Rebekah Isaacs                       | 25 avril 2009       |
|           |                                                         |               |                                      |                     |
| Remarques |                                                         |               |                                      |                     |
|           |                                                         |               |                                      |                     |
| 39        |                                                         | Brian Reed    | Sana Takeda                          | 28 mai 2009         |
|           |                                                         |               |                                      |                     |
| Remarques |                                                         |               |                                      |                     |
|           |                                                         |               |                                      |                     |
| 40        |                                                         | Brian Reed    | Sana Takeda Luke Ross                | 24 juin 2009        |
|           |                                                         |               |                                      |                     |
| Remarques |                                                         |               |                                      |                     |
|           |                                                         |               |                                      |                     |
| 41        |                                                         | Brian Reed    | Sergio Ariño                         | 8 juillet 2009      |
|           |                                                         |               |                                      |                     |
| Remarques |                                                         |               |                                      |                     |
|           |                                                         |               |                                      |                     |
| 42        | (War of the Marvels, Chapter 1: First Engagement)       | Brian Reed    | Sana Takeda                          | 22 juillet 2009     |
|           |                                                         |               |                                      |                     |
| Remarques |                                                         |               |                                      |                     |
|           |                                                         |               |                                      |                     |
| 43        | (War of the Marvels, Chapter 2: Tactical Dispositions)  | Brian Reed    | Sergio Ariño                         | 12 août 2009        |
|           |                                                         |               |                                      |                     |
| Remarques |                                                         |               |                                      |                     |
|           |                                                         |               |                                      |                     |
| 44        | (War of the Marvels: Chapter 3: Weak Points and Strong) | Brian Reed    | Sergio Ariño                         | 26 août 2009        |
|           |                                                         |               |                                      |                     |
| Remarques |                                                         |               |                                      |                     |
|           |                                                         |               |                                      |                     |
| 45        | (Chapter 4: Variations in Tactics)                      | Brian Reed    | Phil Briones                         | 23 septembre 2009   |
|           |                                                         |               |                                      |                     |
| Remarques |                                                         |               |                                      |                     |
|           |                                                         |               |                                      |                     |
| 46        | (Conclusion)                                            | Brian Reed    | Phil Briones                         | 28 octobre 2009     |
|           |                                                         |               |                                      |                     |
| Remarques |                                                         |               |                                      |                     |
|           |                                                         |               |                                      |                     |
| 47        | (The Amazing Spider-Date)                               | Brian Reed    | Mike McKoneRob DiSalvo Derec Donovan | 25 novembre 2009    |
|           |                                                         |               |                                      |                     |
| Remarques |                                                         |               |                                      |                     |
|           |                                                         |               |                                      |                     |
| 48        |                                                         | Brian Reed    | Sana Takeda                          | 16 décembre 2009    |
|           |                                                         |               |                                      |                     |
| Remarques |                                                         |               |                                      |                     |
|           |                                                         |               |                                      |                     |
| 49        |                                                         | Brian Reed    | Sana Takeda Ben Oliver               | 27 janvier 2010     |
|           |                                                         |               |                                      |                     |
| Remarques |                                                         |               |                                      |                     |
|           |                                                         |               |                                      |                     |
| 50        |                                                         | Brian Reed    | Sana Takeda Ben Oliver               | 24 février 2010     |
|           |                                                         |               |                                      |                     |
| Remarques |                                                         |               |                                      |                     |

### Captain MarvelVolume 7 (série de 2012)

#### Première publication
| Numéro    | Titre V.F. (titre V.O.)                                                                                              | Scénariste(s) | Dessinateur(s) | Date de publication                                                                                                  |
| --------- | --- | --- | --- | --- |
|           | | | | |
| 1         | | Kelly Sue DeConnick                                                                                                  | Dexter Soy | 18 juillet 2012 |
|           | | | | |
| Remarques | Nouveau costume : la combinaison rouge et bleue avec l'étoile d'Hala au centre. Nouvelle identité de Captain Marvel. | Nouveau costume : la combinaison rouge et bleue avec l'étoile d'Hala au centre. Nouvelle identité de Captain Marvel. | Nouveau costume : la combinaison rouge et bleue avec l'étoile d'Hala au centre. Nouvelle identité de Captain Marvel. | Nouveau costume : la combinaison rouge et bleue avec l'étoile d'Hala au centre. Nouvelle identité de Captain Marvel. |
|           | | | | |
| 2         | | Kelly Sue DeConnick                                                                                                  | Dexter Soy | 15 août 2012 |
|           | | | | |
| Remarques | | | | |
|           | | | | |
| 3         | | Kelly Sue DeConnick                                                                                                  | Dexter Soy | 29 août 2012 |
|           | | | | |
| Remarques | | | | |
|           | | | | |
| 4         | | Kelly Sue DeConnick                                                                                                  | Dexter Soy Al Barrionuevo                                                                                            | 26 septembre 2012 |
|           | | | | |
| Remarques | | | | |
|           | | | | |
| 5         | | Kelly Sue DeConnick                                                                                                  | Emma Rios | 17 octobre 2012 |
|           | | | | |
| Remarques | | | | |
|           | | | | |
| 6         | | Kelly Sue DeConnick                                                                                                  | Emma Rios | 31 octobre 2012 |
|           | | | | |
| Remarques | | | | |
|           | | | | |
| 7         | | Kelly Sue DeConnick Christopher Sebela                                                                               | Dexter Soy | 21 novembre 2012 |
|           | | | | |
| Remarques | | | | |
|           | | | | |
| 8         | | Kelly Sue DeConnick Christopher Sebela                                                                               | Dexter Soy | 19 décembre 2012 |
|           | | | | |
| Remarques | | | | |
|           | | | | |
| 9         | | Kelly Sue DeConnick                                                                                                  | Filipe Andrade | 16 janvier 2013 |
|           | | | | |
| Remarques | | | | |
|           | | | | |
| 10        | | Kelly Sue DeConnick Christopher Sebela                                                                               | Filipe Andrade | 20 février 2013 |
|           | | | | |
| Remarques | | | | |
|           | | | | |
| 11        | | Kelly Sue DeConnick Christopher Sebela                                                                               | Filipe Andrade | 20 mars 2013 |
|           | | | | |
| Remarques | | | | |
|           | | | | |
| 12        | | Kelly Sue DeConnick Christopher Sebela                                                                               | Filipe Andrade | 17 avril 2013 |
|           | | | | |
| Remarques | | | | |
|           | | | | |
| 13        | | Kelly Sue DeConnick                                                                                                  | Scott Hepburn Gerardo Sandoval                                                                                       | 19 juin 2013 |
|           | | | | |
| Remarques | | | | |
|           | | | | |
| 14        | | Kelly Sue DeConnick                                                                                                  | Scott Hepburn Gerardo Sandoval                                                                                       | 31 juillet 2013 |
|           | | | | |
| Remarques | Première apparition de Kamala Khan.                                                                                  | Première apparition de Kamala Khan.                                                                                  | Première apparition de Kamala Khan.                                                                                  | Première apparition de Kamala Khan.                                                                                  |
|           | | | | |
| 15        | | Kelly Sue DeConnick Jen Van Meter                                                                                    | Patrick Olliffe | 28 août 2013 |
|           | | | | |
| Remarques | | | | |
|           | | | | |
| 16        | | Kelly Sue DeConnick Jen Van Meter                                                                                    | Patrick Olliffe | 18 septembre 2013 |
|           | | | | |
| Remarques | | | | |
|           | | | | |
| 17        | | Kelly Sue DeConnick                                                                                                  | Filipe Andrade | 6 novembre 2013 |
|           | | | | |
| Remarques | | | | |

#### Reprise de la numérotation en 2017
| Numéro    | Titre V.F. (titre V.O.) | Scénariste(s)  | Dessinateur(s)            | Date de publication |
| --------- | ----------------------- | -------------- | ------------------------- | ------------------- |
|           |                         |                |                           |                     |
| 125       | (Dark Origins: Part 1)  | Margaret Stohl | Michele Bandini           | 25 octobre 2017     |
|           |                         |                |                           |                     |
| Remarques |                         |                |                           |                     |
|           |                         |                |                           |                     |
| 126       | (Dark Origins: Part 2)  | Margaret Stohl | Michele Bandini           | 22 novembre 2017    |
|           |                         |                |                           |                     |
| Remarques |                         |                |                           |                     |
|           |                         |                |                           |                     |
| 127       | (Dark Origins: Part 3)  | Margaret Stohl | Michele Bandini           | 27 décembre 2017    |
|           |                         |                |                           |                     |
| Remarques |                         |                |                           |                     |
|           |                         |                |                           |                     |
| 128       | (Dark Origins: Part 4)  | Margaret Stohl | Ramón Rosanas             | 31 janvier          |
|           |                         |                |                           |                     |
| Remarques |                         |                |                           |                     |
|           |                         |                |                           |                     |
| 129       | (Dark Origins: Part 5)  | Margaret Stohl | Brent Schoonover Ro Stein |                     |
|           |                         |                |                           |                     |
| Remarques |                         |                |                           |                     |

### Captain MarvelVolume 8 (série de 2014)
| Numéro    | Titre V.F. (titre V.O.)                            | Scénariste(s)                    | Dessinateur(s)                        | Date de publication |
| --------- | -------------------------------------------------- | -------------------------------- | ------------------------------------- | ------------------- |
|           |                                                    |                                  |                                       |                     |
| 1         | (Higher, Further, Faster, More. Part One)          | Kelly Sue DeConnick              | David López                           | 12 mars 2014        |
|           |                                                    |                                  |                                       |                     |
| Remarques |                                                    |                                  |                                       |                     |
|           |                                                    |                                  |                                       |                     |
| 2         | (Higher, Further, Faster, More. Part Two)          | Kelly Sue DeConnick              | David López                           | 9 avril 2014        |
|           |                                                    |                                  |                                       |                     |
| Remarques |                                                    |                                  |                                       |                     |
|           |                                                    |                                  |                                       |                     |
| 3         | (Higher, Further, Faster, More: Part Three)        | Kelly Sue DeConnick              | David López                           | 14 mai 2014         |
|           |                                                    |                                  |                                       |                     |
| Remarques |                                                    |                                  |                                       |                     |
|           |                                                    |                                  |                                       |                     |
| 4         | (Higher, Further, Faster, More. Part Four)         | Kelly Sue DeConnick              | David López                           | 11 juin 2014        |
|           |                                                    |                                  |                                       |                     |
| Remarques |                                                    |                                  |                                       |                     |
|           |                                                    |                                  |                                       |                     |
| 5         | (Higher, Further, Faster, More. Part Five)         | Kelly Sue DeConnick              | David López                           | 9 juillet 2014      |
|           |                                                    |                                  |                                       |                     |
| Remarques |                                                    |                                  |                                       |                     |
|           |                                                    |                                  |                                       |                     |
| 6         | (Higher, Further, Faster, More. Part Six)          | Kelly Sue DeConnick              | David López                           | 13 août 2014        |
|           |                                                    |                                  |                                       |                     |
| Remarques |                                                    |                                  |                                       |                     |
|           |                                                    |                                  |                                       |                     |
| 7         | (Release the Flerken: Part One)                    | Kelly Sue DeConnick              | Marcio Takara                         | 10 septembre 2014   |
|           |                                                    |                                  |                                       |                     |
| Remarques |                                                    |                                  |                                       |                     |
|           |                                                    |                                  |                                       |                     |
| 8         | (Release the Flerken: Part Two)                    | Kelly Sue DeConnick              | Marcio Takara                         | 8 octobre 2014      |
|           |                                                    |                                  |                                       |                     |
| Remarques |                                                    |                                  |                                       |                     |
|           |                                                    |                                  |                                       |                     |
| 9         | (Lila Cheney's Fantabulous Technicolor Rock Opera) | Kelly Sue DeConnick              | David López                           | 12 novembre 2014    |
|           |                                                    |                                  |                                       |                     |
| Remarques |                                                    |                                  |                                       |                     |
|           |                                                    |                                  |                                       |                     |
| 10        | (A Christmas Carol: Part One of Two)               | Kelly Sue DeConnick              | David López Marcio Takara Laura Braga | 17 décembre 2014    |
|           |                                                    |                                  |                                       |                     |
| Remarques |                                                    |                                  |                                       |                     |
|           |                                                    |                                  |                                       |                     |
| 11        | (A Christmas Carol: Part Two of Two)               | Kelly Sue DeConnick              | David López                           | 14 janvier 2015     |
|           |                                                    |                                  |                                       |                     |
| Remarques |                                                    |                                  |                                       |                     |
|           |                                                    |                                  |                                       |                     |
| 12        | (The 7 Seconds Before You Die: Part One)           | Kelly Sue DeConnick Warren Ellis | David López                           | 11 février 2015     |
|           |                                                    |                                  |                                       |                     |
| Remarques |                                                    |                                  |                                       |                     |
|           |                                                    |                                  |                                       |                     |
| 13        | (The 7 Seconds Before You Die: Part Two)           | Kelly Sue DeConnick Warren Ellis | David López                           | 11 mars 2015        |
|           |                                                    |                                  |                                       |                     |
| Remarques |                                                    |                                  |                                       |                     |
|           |                                                    |                                  |                                       |                     |
| 14        | (The Black Vortex: Chapter 11)                     | Kelly Sue DeConnick              | David López                           | 8 avril 2015        |
|           |                                                    |                                  |                                       |                     |
| Remarques |                                                    |                                  |                                       |                     |
|           |                                                    |                                  |                                       |                     |
| 15        | (The Next Right Thing")                            | Kelly Sue DeConnick              | David López                           | 13 mai 2015         |
|           |                                                    |                                  |                                       |                     |
| Remarques |                                                    |                                  |                                       |                     |

### Captain Marvel and the Carol Corps(2015)
| Numéro    | Titre V.F. (titre V.O.)                    | Scénariste(s)                              | Dessinateur(s)                             | Date de publication                        |
| --------- | ------------------------------------------ | ------------------------------------------ | ------------------------------------------ | ------------------------------------------ |
|           |                                            |                                            |                                            |                                            |
| 1         |                                            | Kelly Sue DeConnick Kelly Thompson         | David López                                | 10 juin 2015                               |
|           |                                            |                                            |                                            |                                            |
| Remarques | S'inscrit dans l'évènement de Secret Wars. | S'inscrit dans l'évènement de Secret Wars. | S'inscrit dans l'évènement de Secret Wars. | S'inscrit dans l'évènement de Secret Wars. |
|           |                                            |                                            |                                            |                                            |
| 2         |                                            | Kelly Sue DeConnick Kelly Thompson         | David López                                | 15 juillet 2015                            |
|           |                                            |                                            |                                            |                                            |
| Remarques | S'inscrit dans l'évènement de Secret Wars. | S'inscrit dans l'évènement de Secret Wars. | S'inscrit dans l'évènement de Secret Wars. | S'inscrit dans l'évènement de Secret Wars. |
|           |                                            |                                            |                                            |                                            |
| 3         |                                            | Kelly Sue DeConnick Kelly Thompson         | David López                                | 26 août 2015                               |
|           |                                            |                                            |                                            |                                            |
| Remarques | S'inscrit dans l'évènement de Secret Wars. | S'inscrit dans l'évènement de Secret Wars. | S'inscrit dans l'évènement de Secret Wars. | S'inscrit dans l'évènement de Secret Wars. |
|           |                                            |                                            |                                            |                                            |
| 4         |                                            | Kelly Sue DeConnick Kelly Thompson         | David López                                | 23 septembre 2015                          |
|           |                                            |                                            |                                            |                                            |
| Remarques | S'inscrit dans l'évènement de Secret Wars. | S'inscrit dans l'évènement de Secret Wars. | S'inscrit dans l'évènement de Secret Wars. | S'inscrit dans l'évènement de Secret Wars. |

### Captain MarvelVolume 9 (série de 2016)
| Numéro    | Titre V.F. (titre V.O.)                            | Scénariste(s)                                      | Dessinateur(s)                                     | Date de publication                                |
| --------- | -------------------------------------------------- | -------------------------------------------------- | -------------------------------------------------- | -------------------------------------------------- |
|           |                                                    |                                                    |                                                    |                                                    |
| 1         | (Rise of the Alpha Flight)                         | Michele Fazekas Tara Butters                       | Kris Anka                                          | 20 janvier 2016                                    |
|           |                                                    |                                                    |                                                    |                                                    |
| Remarques | Carol prend la direction de l'équipe Alpha Flight. | Carol prend la direction de l'équipe Alpha Flight. | Carol prend la direction de l'équipe Alpha Flight. | Carol prend la direction de l'équipe Alpha Flight. |
|           |                                                    |                                                    |                                                    |                                                    |
| 2         | (Rise of the Alpha Flight: Part Two)               | Michele Fazekas Tara Butters                       | Kris Anka                                          | 3 février 2016                                     |
|           |                                                    |                                                    |                                                    |                                                    |
| Remarques |                                                    |                                                    |                                                    |                                                    |
|           |                                                    |                                                    |                                                    |                                                    |
| 3         | (Rise of the Alpha Flight: Part Three)             | Michele Fazekas Tara Butters                       | Kris Anka Filipe Smith                             | 16 mars 2016                                       |
|           |                                                    |                                                    |                                                    |                                                    |
| Remarques |                                                    |                                                    |                                                    |                                                    |
|           |                                                    |                                                    |                                                    |                                                    |
| 4         | (Rise of the Alpha Flight: Part Four)              | Michele Fazekas Tara Butters                       | Kris Anka Filipe Smith                             | 20 avril 2016                                      |
|           |                                                    |                                                    |                                                    |                                                    |
| Remarques |                                                    |                                                    |                                                    |                                                    |
|           |                                                    |                                                    |                                                    |                                                    |
| 5         | (Rise of the Alpha Flight: Part Five)              | Michele Fazekas Tara Butters                       | Kris Anka Filipe Smith                             | 25 mai 2016                                        |
|           |                                                    |                                                    |                                                    |                                                    |
| Remarques |                                                    |                                                    |                                                    |                                                    |
|           |                                                    |                                                    |                                                    |                                                    |
| 6         | (Lonely at the Top: Part 1)                        | Ruth Fletcher Gage Christos N. Gage                | Kris Anka                                          | 29 juin 2016                                       |
|           |                                                    |                                                    |                                                    |                                                    |
| Remarques |                                                    |                                                    |                                                    |                                                    |
|           |                                                    |                                                    |                                                    |                                                    |
| 7         | (Lonely at the Top: Part 2)                        | Ruth Fletcher Gage Christos N. Gage                | Marco Failla                                       | 27 juillet 2016                                    |
|           |                                                    |                                                    |                                                    |                                                    |
| Remarques |                                                    |                                                    |                                                    |                                                    |
|           |                                                    |                                                    |                                                    |                                                    |
| 8         | (Lonely at the Top: Part 3)                        | Ruth Fletcher Gage Christos N. Gage                | Marco Failla                                       | 24 août 2016                                       |
|           |                                                    |                                                    |                                                    |                                                    |
| Remarques |                                                    |                                                    |                                                    |                                                    |
|           |                                                    |                                                    |                                                    |                                                    |
| 9         | (Lonely at the Top: Part 4)                        | Ruth Fletcher Gage Christos N. Gage                | Thony Silas                                        | 28 septembre 2016                                  |
|           |                                                    |                                                    |                                                    |                                                    |
| Remarques |                                                    |                                                    |                                                    |                                                    |
|           |                                                    |                                                    |                                                    |                                                    |
| 10        | (Lonely at the Top: Part 5)                        | Ruth Fletcher Gage Christos N. Gage                | Thony Silas                                        | 23 novembre 2016                                   |
|           |                                                    |                                                    |                                                    |                                                    |
| Remarques |                                                    |                                                    |                                                    |                                                    |

### Mighty Captain Marvel(2016)
| Numéro    | Titre V.F. (titre V.O.)        | Scénariste(s)  | Dessinateur(s)             | Date de publication |
| --------- | ------------------------------ | -------------- | -------------------------- | ------------------- |
|           |                                |                |                            |                     |
| 0         |                                | Margaret Stohl | Emilio Laiso Ramón Rosanas | 21 décembre 2016    |
|           |                                |                |                            |                     |
| Remarques |                                |                |                            |                     |
|           |                                |                |                            |                     |
| 1         | (Alien Nation: Part 1 of 4)    | Margaret Stohl | Ramón Rosanas              | 18 janvier 2017     |
|           |                                |                |                            |                     |
| Remarques |                                |                |                            |                     |
|           |                                |                |                            |                     |
| 2         | (Alien Nation: Part 2 of 4)    | Margaret Stohl | Ramón Rosanas              | 22 février 2017     |
|           |                                |                |                            |                     |
| Remarques |                                |                |                            |                     |
|           |                                |                |                            |                     |
| 3         | (Alien Nation: Part 3 of 4)    | Margaret Stohl | Ramón Rosanas              | 29 mars 2017        |
|           |                                |                |                            |                     |
| Remarques |                                |                |                            |                     |
|           |                                |                |                            |                     |
| 4         | (Alien Nation: Part 4 of 4)    | Margaret Stohl | Brent Schoonover Ro Stein  | 26 avril 2017       |
|           |                                |                |                            |                     |
| Remarques |                                |                |                            |                     |
|           |                                |                |                            |                     |
| 5         | (Band of Sisters: Part 1 of 4) | Margaret Stohl | Michele Bandini            | 24 mai 2017         |
|           |                                |                |                            |                     |
| Remarques |                                |                |                            |                     |
|           |                                |                |                            |                     |
| 6         | (Band of Sisters: Part 2 of 4) | Margaret Stohl | Michele Bandini            | 28 juin 2017        |
|           |                                |                |                            |                     |
| Remarques |                                |                |                            |                     |
|           |                                |                |                            |                     |
| 7         | (Band of Sisters: Part 3 of 4) | Margaret Stohl | Michele Bandini            | 26 juillet 2017     |
|           |                                |                |                            |                     |
| Remarques |                                |                |                            |                     |
|           |                                |                |                            |                     |
| 8         | (Band of Sisters: Part 4 of 4) | Margaret Stohl | Michele Bandini            | 30 août 2017        |
|           |                                |                |                            |                     |
| Remarques |                                |                |                            |                     |
|           |                                |                |                            |                     |
| 9         | (Girls' Night)                 | Margaret Stohl | Ro Stein                   | 27 septembre 2017   |
|           |                                |                |                            |                     |
| Remarques |                                |                |                            |                     |

### La vie de Captain Marvel (The Life of Captain MarvelVolume 2) (2018)
| Numéro    | Titre V.F. (titre V.O.)                                          | Scénariste(s)  | Dessinateur(s)                    | Date de publication |
| --------- | ---------------------------------------------------------------- | -------------- | --------------------------------- | ------------------- |
|           |                                                                  |                |                                   |                     |
| 1         | La Vie de Captain Marvel (1) : Piégée (Part One: Trapped)        | Margaret Stohl | Carlos Pacheco Marguerite Sauvage | 18 juillet 2018     |
|           |                                                                  |                |                                   |                     |
| Remarques |                                                                  |                |                                   |                     |
|           |                                                                  |                |                                   |                     |
| 2         | La Vie de Captain Marvel (2) : Traquée (Part Two: Hunted)        | Margaret Stohl | Carlos Pacheco Marguerite Sauvage | 22 août 2018        |
|           |                                                                  |                |                                   |                     |
| Remarques |                                                                  |                |                                   |                     |
|           |                                                                  |                |                                   |                     |
| 3         | La Vie de Captain Marvel (3) : Coincée (Part Three: Caught)      | Margaret Stohl | Carlos Pacheco Marguerite Sauvage | 19 septembre 2018   |
|           |                                                                  |                |                                   |                     |
| Remarques |                                                                  |                |                                   |                     |
|           |                                                                  |                |                                   |                     |
| 4         | La Vie de Captain Marvel (4) : Défiée (Part Four: Challenged)    | Margaret Stohl | Carlos Pacheco Erica d'Urso       | 17 octobre 2018     |
|           |                                                                  |                |                                   |                     |
| Remarques |                                                                  |                |                                   |                     |
|           |                                                                  |                |                                   |                     |
| 5         | La Vie de Captain Marvel (5) : Renforcée (Part Five: Championed) | Margaret Stohl | Carlos Pacheco Marguerite Sauvage | 19 décembre 2018    |
|           |                                                                  |                |                                   |                     |
| Remarques |                                                                  |                |                                   |                     |

### Captain MarvelVolume 10 (série de 2019)

#### Rentrée Atmosphérique (nos1-5)
| Numéro | Titre V.F. (titre V.O.)                           | Scénariste(s)                                     | Dessinateur(s)                                    | Date de publication                               |
| --- | ------------------------------------------------- | ------------------------------------------------- | ------------------------------------------------- | ------------------------------------------------- |
| |                                                   |                                                   |                                                   |                                                   |
| 1 | Rentrée Atmosphérique (1) (Re-Entry: part 1)      | Kelly Thompson                                    | Carmen Carnero                                    | 9 janvier 2019                                    |
| Carol défait un monstre marin avec Jessica Drew. Tony Stark lui demande d'accepter une interview afin de redorer le blason de l'héroïne, qui s'est faite oubliée avec son trop long temps passé dans l'espace. Dans le même temps Carol accepte d'être la tutrice de Jennifer Takeda (Hazmat). Lors d'un dîner au restaurant avec James Rhodes elle se fait attaquer par l'Homme-Nucléaire. Celui-ci après avoir été battu s'enfuit à travers un portail en emmenant Ripley Ryan, la journaliste envoyée par Tony. Carol réussit à passer le portail in-extremis. |                                                   |                                                   |                                                   |                                                   |
| Remarques | Première apparition du personnage de Ripley Ryan. | Première apparition du personnage de Ripley Ryan. | Première apparition du personnage de Ripley Ryan. | Première apparition du personnage de Ripley Ryan. |
| |                                                   |                                                   |                                                   |                                                   |
| 2 | Rentrée Atmosphérique (2) (Re-Entry: part 2)      | Kelly Thompson                                    | Carmen Carnero                                    | 13 février 2019                                   |
| Carol se retrouve sur Roosevelt Island qui est protégée par un dôme invisible. Elle rejoint la résistance de l'île composée de Spider-woman, Hazmat et Echo notamment. Le temps passe plus vite sous le dôme, qui selon les estimations de Maya est là depuis 50 jours. Le dome créé par l'Homme-Nucléaire ne permet qu'aux femmes de rentrer. Celui-ci l'a créé afin de trouver une femme forte qui serait digne de lui. L'équipe est rejointe par Jennifer Walters qui a franchi le dôme, au moment où elles subissent une attaque de robots. Ce dernier a cependant un effet inhibiteur sur certains super-pouvoirs. She-Hulk se transforme en Jen et tombe inconsciente depuis les cieux. |                                                   |                                                   |                                                   |                                                   |
| Remarques |                                                   |                                                   |                                                   |                                                   |
| |                                                   |                                                   |                                                   |                                                   |
| 3 | Rentrée Atmosphérique (3) (Re-Entry: part 3)      | Kelly Thompson                                    | Carmen Carnero                                    | 20 mars 2019                                      |
| Carol arrive à sauver Jen juste à temps. Après l'attaque des robots Carol apprend que celle-ci avait pour but de la capturer elle ainsi que Som, le fils de l'Homme-Nucléaire qui avait rejoint la résistance. L'équipe se met alors à s'entrainer pour attaquer la citadelle de l'Homme-Nucléaire. Deux jours plus tard, une mission de reconnaissance comprenant Jessica Drew, Som et Carol infiltre la citadelle. Les deux premiers rentrent à la base pour informer ce qu'ils ont vu tandis que Carol reste afin d'enquêter plus longuement. Elle tombe alors sur Malicia. |                                                   |                                                   |                                                   |                                                   |
| Remarques |                                                   |                                                   |                                                   |                                                   |
| |                                                   |                                                   |                                                   |                                                   |
| 4 | Rentrée Atmosphérique (4) (Re-Entry: part 4)      | Kelly Thompson                                    | Carmen Carnero                                    | 10 avril 2019                                     |
| Le combat est interrompu par l'Homme-Nucléaire qui envoie une décharge électrique à Malicia au travers d'un collier de soumission. L'Homme-Nucléaire fait une proposition à Carol : tuer Malicia et devenir sa femme ou la mort. Alors qu'une opération de sauvetage s'organise pour sauver Carol. Celle-ci est dans une arène à combattre contre Malicia. Cette-dernière possède désormais la capacité de drainer les pouvoirs de Carol juste en se tenant à côté d'elle. Les deux héroïnes se mettent d'accord sur un plan : drainer les pouvoirs et l'esprit de Carol pour que celle-ci puisse prendre le contrôle du corps de Malicia. Carol prend alors le contrôle et se défait du collier de Malicia. La Résistance passe à l'attaque pendant que l'Homme-Nucléaire révèle qu'il y a une bombe prête à exploser.        |                                                   |                                                   |                                                   |                                                   |
| Remarques |                                                   |                                                   |                                                   |                                                   |
| |                                                   |                                                   |                                                   |                                                   |
| 5 | Rentrée Atmosphérique (5) (Re-Entry: Conclusion)  | Kelly Thompson                                    | Carmen Carnero                                    | 8 mai 2019                                        |
| L'Homme-Nucléaire envoie assomme momentanément Malicia, ce qui permet à Carol de reprendre conscience et ses pouvoirs. Elles sont rejoints par la résistance et apprennent alors que la bombe est en réalité Som. Malicia désactive la bombe au contact de Som. Cela a pour effet de baisser le dôme, restaurant les pouvoirs de tout le monde. La résistance parvient à battre l'Homme-Nucléaire mais celui-ci se téléporte ailleurs en emmenant Som avec lui. Après le retour au calme Carol embrasse Jim Rhodes et va débriefer la mission avec les Avengers. Elle se réveille le lendemain et voit que l'article de Ripley Ryan : "J'ai passé un mois avec Captain Marvel : c'est l'horreur". L'histoire se termine sur un inconnu qui surveille Captain Marvel dans une grotte et qui dit qu'il peut passer à la phase 2. |                                                   |                                                   |                                                   |                                                   |
| Remarques |                                                   |                                                   |                                                   |                                                   |

#### Expérience Extra-corporelle (nos6-7)
| Numéro | Titre V.F. (titre V.O.)                                                   | Scénariste(s)                                                             | Dessinateur(s)                                                            | Date de publication                                                       |
| --- | ------------------------------------------------------------------------- | ------------------------------------------------------------------------- | ------------------------------------------------------------------------- | ------------------------------------------------------------------------- |
| |                                                                           |                                                                           |                                                                           |                                                                           |
| 6 | Expérience extra-corporelle (1) (Strange Trip: Part 1)                    | Kelly Thompson                                                            | Carmen Carnero                                                            | 5 juin 2019                                                               |
| Accompagnée du Docteur Strange, Carol rejoint Black Widow en Amérique du Sud pour défaire l'Enchanteresse et son armée. Black Widow a eu un écho prémonitoire lui révélant que Strange allait réussir à vaincre Amora à Sao Paulo. Finalement après un bref combat, Amora jette un sort à Strange et Carol qui leur fait échanger leurs corps. Alors que les deux protagonistes ont a peine le temps de comprendre ce qu'il se passe, le groupe est attaqué par des morts-vivants. |                                                                           |                                                                           |                                                                           |                                                                           |
| Remarques | S'inscrit dans l'évènement de la Guerre des Royaumes (War of the Realms). | S'inscrit dans l'évènement de la Guerre des Royaumes (War of the Realms). | S'inscrit dans l'évènement de la Guerre des Royaumes (War of the Realms). | S'inscrit dans l'évènement de la Guerre des Royaumes (War of the Realms). |
| |                                                                           |                                                                           |                                                                           |                                                                           |
| 7 | Expérience extra-corporelle (2) (Strange Trip: Part 2)                    | Kelly Thompson                                                            | Carmen Carnero                                                            | 19 juin 2019                                                              |
| Après avoir repoussé l'attaque, les héros montent le camp. Strange et Carol essaient d'apprendre à maîtriser leurs nouveaux corps. Le jour suivant ils attaquent l'Enchanteresse à Sao Paulo. Ils réussissent à la vaincre et à retourner dans leur corps respectifs. À la fin de la guerre on retrouve Carol malade chez elle, qui tousse du sang. |                                                                           |                                                                           |                                                                           |                                                                           |
| Remarques | S'inscrit dans l'évènement de la Guerre des Royaumes (War of the Realms). | S'inscrit dans l'évènement de la Guerre des Royaumes (War of the Realms). | S'inscrit dans l'évènement de la Guerre des Royaumes (War of the Realms). | S'inscrit dans l'évènement de la Guerre des Royaumes (War of the Realms). |

#### La Chute d'une Étoile (nos8-11)
| Numéro | Titre V.F. (titre V.O.)                              | Scénariste(s)  | Dessinateur(s) | Date de publication |
| --- | ---------------------------------------------------- | -------------- | -------------- | ------------------- |
| |                                                      |                |                |                     |
| 8 | La chute d'une étoile (1) (Falling Star: Part 1)     | Kelly Thompson | Carmen Carnero | 17 juillet 2019     |
| Cinq jours plus tôt, alors qu'elle combat des vaisseaux ennemis, saigne du nez. Mal en point, elle est assistée par une nouvelle héroïne : Star. Carol, après avoir été sauvée par Spider-woman, découvre que l'attaque vient des Krees. Les attaques se succèdent et les médias commencent à soupçonner Captain Marvel d'agir pour les Krees, c'est alors qu'elle est renvoyée de l'armée. Dans le même temps la popularité de Star augmente. C'est alors que Carol se retrouve seule chez elle, déprimée et ayant acheté une bouteille d'alcool. Elle est rejointe par ses amies pour lui changer les idées (Spider-Woman, Echo, She-Hulk, Hazmat et Spectrum). Elle reçoit après la visite de Minn-Erva qui lui proposent d'aider le peuple Kree à la place des humains, car ceux-ci ne veulent plus de Captain Marvel. |                                                      |                |                |                     |
| Remarques |                                                      |                |                |                     |
| |                                                      |                |                |                     |
| 9 | La chute d'une étoile (2) (Falling Star: Part 2)     | Kelly Thompson | Carmen Carnero | 14 août 2019        |
| Après avoir démissionné d'Alpha Flight. Carol emmène War Machine pour enquêter des les égouts de New-York. Ils trouvent alors le laboratoire caché de Minn-Erva et découvrent qu'elle est à l'origine des précédentes attaques. Le laboratoire est piégé par un autre monstre. De plus en plus faible, Carol est à nouveau sauvée par Star. Dans un autre temps, Tony Stark et Jessica Drew analyse des vidéos de Carol pour découvrir ce qui ne va pas avec son corps. Tony convainc Carol de passer quelques examens afin qu'il puisse découvrir ce qui cloche. Il découvre que Carol a une sorte de virus ou objet posé sur son cœur. Elle découvre alors qu'il s'agit d'une technologie Kree. Elle tente de retrouver Minn-Erva pour la confronter mais la retrouve inconsciente avec un message au mur écrit dans son sang : "Tu n'es pas aussi maligne que tu le crois". |                                                      |                |                |                     |
| Remarques |                                                      |                |                |                     |
| |                                                      |                |                |                     |
| 10 | La chute d'une étoile (3) (Falling Star: Part 3)     | Kelly Thompson | Carmen Carnero | 11 septembre 2019   |
| Carol amène Minn-Erva à Tony Stark pour un examen. Elle avoue à Carol que c'est elle qui a orchestré la campagne de propagande à son encontre. De plus elle révèle que c'est elle qui a lâché les créatures sur New-York récemment. C'est d'ailleurs elle aussi qui a inoculé le virus aux créatures, et c'est comme cela que Carol l'a attrapé. Minn-Erva voulait également créer des guerriers de la puissance de Captain Marvel afin de protéger l'Empire. Ainsi elle a modifié génétiquement des humains en les croisant avec des Krees. Pour que ces hybrides aient des pouvoirs elle a également placé le même genre d'appareil/virus qu'a Carol à une humaine : Star. Les deux appareils marchant de telle manière à ce que les pouvoirs de Carol sont transférés en continue à Star. Cette dernière s'est retournée contre Minn-Erva une fois qu'elle a appris qu'elle voulait recruter Carol. Malgré sa faiblesse qui s'accroit en la présence de Star, Carol s'en va l'arrêter. Lors du combat qui s'ensuit, Carol sachant qu'elle ne peut gagner décide de s'ouvrir le corps et de s'enlever à main nu l'appareil/virus afin de couper les pouvoirs de Star. Celle-ci révèle alors à Carol qu'est est en fait Ripley Ryan, la journaliste qu'elle avait sauvé quelque temps plus tôt. Ripley annonce son plan à Carol : elle a infecté tous les habitants de New-York pour voler une partie de leur pouvoir afin de garder les siens. |                                                      |                |                |                     |
| Remarques |                                                      |                |                |                     |
| |                                                      |                |                |                     |
| 11 | La chute d'une étoile (4) (Falling Star: Conclusion) | Kelly Thompson | Carmen Carnero | 16 octobre 2019     |
| Afin de protéger les habitants de New-York, Carol remet l'appareil dans son corps. Star avoue à Carol qu'elle fait tout ça pour ne plus se sentir faible comme elle le fut sur Roosevelt Island. Profitant de l'aide de Hazmat et d'une petite fille, Carol réussit à enlever l'appareil du corps de Star. Tony Stark grâce à un antidote de Minn-Erva réussit à enlever le virus aux New-Yorkais. Emprisonnée au Raft, Star semble avoir retrouvé ses pouvoirs et réussi à s'échapper. |                                                      |                |                |                     |
| Remarques |                                                      |                |                |                     |

#### Le Dernier Avenger (nos12-16)
| Numéro | Titre V.F. (titre V.O.)                           | Scénariste(s)  | Dessinateur(s) | Date de publication |
| --- | ------------------------------------------------- | -------------- | -------------- | ------------------- |
| |                                                   |                |                |                     |
| 12 | Le dernier Avenger (1) (The Last Avenger: Part 1) | Kelly Thompson | Lee Garbett    | 20 novembre 2019    |
| Captain Marvel attaque Thor et s'ensuit un combat. Elle semble devoir vaincre le dieu du Tonnerre et ne pas avoir le choix de le faire. Après s'être débarrassée de Mjölnir, Carol assomme Thor et se rend sur la face cachée de la Lune dans les ruines de New Arctilan, l'ancienne capitale des Inhumains. Elle livre alors la tête de Thor à Vox Suprême (une fusion d'un super-inhumain et de l'Intelligence Suprême Kree), qui lui ordonne de lui tuer encore 4 Avengers en moins de 16 heures. |                                                   |                |                |                     |
| Remarques |                                                   |                |                |                     |
| |                                                   |                |                |                     |
| 13 | Le dernier Avenger (2) (The Last Avenger: Part 2) | Kelly Thompson | Lee Garbett    | 11 décembre 2019    |
| Carol attaque par surprise Tony Stark chez lui. Après avoir maitrisé Tony, elle se rend à l'intérieur de Singularité où Thor et Tony se révèlent être vivants. Carol leur explique qu'il y a 22 heures, après avoir visité un camp de réfugiés Krees (à la suite de la destruction d'Hala), elle s'est faite attaquée par Vox Suprême qui a fait fusionné une partie de lui dans le costume de Carol afin de pouvoir la surveiller. Elle explique que son obligation de livrer 5 Avengers morts à Vox est contrainte par ce dernier qui menace de faire exploser les camps de réfugiés Krees si cela n'est pas fait. Enfin, Carol révèle la supercherie : elle livre des clones des Avengers à Vox mais doit malgré tout combattre les Avengers pour que cela paraisse réaliste. |                                                   |                |                |                     |
| Remarques |                                                   |                |                |                     |
| |                                                   |                |                |                     |
| 14 | Le dernier Avenger (3) (The Last Avenger: Part 3) | Kelly Thompson | Lee Garbett    | 22 janvier 2020     |
| Après une discussion avec Tony et Thor, Carol emmène le clone de Tony à Vox. Elle repart ensuite sur Terre pour taquer la balise de la Panthère Noire. Ce dernier s'attendait à cette attaque et a préparé une embuscade contre Carol, sans savoir que c'est elle. Elle réussit à maitriser T'Challa mais au moment de partir elle se fait surprendre par She-Hulk. |                                                   |                |                |                     |
| Remarques |                                                   |                |                |                     |
| |                                                   |                |                |                     |
| 15 | Le dernier Avenger (4) (The Last Avenger: Part 4) | Kelly Thompson | Lee Garbett    | 19 février 2020     |
| Le combat contre She-Hulk est difficile pour Carol. Jennifer brise le caque de Captain Marvel, et se reconnait son amie. Profitant de ce moment de flottement de la part de son adversaire, Carol en profite pour assommer She-Hulk en absorbant l'énergie électrique de son cerveau. Carol amène les Avengers dans Singularité puis les clones à Vox. Elle se lance à la recherche de Captain America. Après une discussion, Steve se rend et croit Carol quand elle lui explique que c'est l'unique solution pour elle. Elle dépose Steve dans Singularité où Tony lui apprend qu'il a un plan. Carol se rend sur la Lune où elle ammène à Vox les clones de Captain America et de Hawkeye. Ce dernier s'attendait à avoir Ghost Rider. Méfiant, il s'en prend à Carol et la musèle. |                                                   |                |                |                     |
| Remarques |                                                   |                |                |                     |
| |                                                   |                |                |                     |
| 16 | Le dernier Avenger (5) (The Last Avenger: Finale) | Kelly Thompson | Lee Garbett    | 18 mars 2020        |
| Carol réussit à se défaire de ses liens grâce à une arme sonique fabriquée par Stark. Elle se défait par la même occasion du costume de Vox. Dans un flashback, Tony révèle ce plan et Carol envoie les Avengers ainsi que des réservistes aider les camps Krees pour que les bombes n'explosent pas. Tony Stark donne un téléporteur à chaque membre afin qu'ils amènent les bombes dans Singularité une fois trouvées. Tony pourra ainsi désamorcer celles-ci dans Singularité pour limiter les risques. Du côté de Carol, celle-ci combat Vox. Ce dernier, a récolté l'ADN des clones pour les fusionner et créer une espèce Kree plus forte. Lors de l'affrontement le mélange d'ADN se brise et tombe sur Carol, celle-ci se transforme alors en une fusion des différents corps. Elle invoque alors Mjolnir pour pouvoir. Une fois Vox maitrisé, elle purge son poison par le feu en invoquant son pouvoir. |                                                   |                |                |                     |
| Remarques |                                                   |                |                |                     |

#### Soirée Jeu (no17)
| Numéro | Titre V.F. (titre V.O.) | Scénariste(s)  | Dessinateur(s)  | Date de publication |
| --- | ----------------------- | -------------- | --------------- | ------------------- |
| |                         |                |                 |                     |
| 17 | Soirée jeu (Game Night) | Kelly Thompson | Francesco Manna | 15 juillet 2020     |
| Carol invite chez elle d'autres super-héros (Spider-woman, Hazmat, Spectrum et Wolverine) pour une soirée poker. Ms. Marvel débarque alors et convaincs les invités de faire un Escape Game plutôt que de continuer la partie de poker (elle n'ayant pas le droit de jouer aux jeux d'argent). Les héros sont accueillis par le maître du jeu : Nexus. Ce dernier les enfermes dans une salle piégée, qui se remplie d'eau. De plus les murs sont fait en vibranium antarctique ce qui empêche Logan ou Carol de les détruire. Ne voyant pas de solutions Kamala propose à toutes l'équipe d'attaquer la porte ensemble afin qu'elle cède. L'équipe réussi à sortir et à maitriser Nexus. La soirée fini dans un bar organisant une soirée Trivial Pursuit. |                         |                |                 |                     |
| Remarques |                         |                |                 |                     |

#### L'Accusatrice (nos18-21)
| Numéro | Titre V.F. (titre V.O.)            | Scénariste(s)                      | Dessinateur(s)                     | Date de publication                |
| --- | ---------------------------------- | ---------------------------------- | ---------------------------------- | ---------------------------------- |
| |                                    |                                    |                                    |                                    |
| 18 | L'accusatrice (1) (Acused: part 1) | Kelly Thompson                     | Cory Smith                         | 29 juillet 2020                    |
| Carol est désormais l'accusatrice des Krees, elle a reçu ce titre par Hulking, le nouvel empereur des Krees et des Skrulls. Au début de l'histoire elle sauve un vaisseau de l'Empire de l'attaque des Cotati. L'empereur Dorek VIII demande à Carol d'accuser quelqu'un. Celle-ci part alors enquêter sur K'in-Al une cité ravagée pour une soldate kree. Elle aide les soldats sur place, et rencontre la coupable, qui avoue son crime et se soumet au jugement de Carol. L'Arme Universelle révèle à Carol le passé de la guerrière, celle-ci s'avère être la demi-sœur de Carol. Carol choisit de sauver sa sœur Lauri-Ell plutôt que de l'exécuter comme le veut la tradition. L'empereur apprend la nouvelle ce qui le rend furieux. |                                    |                                    |                                    |                                    |
| Remarques | S'inscrit dans l'évènement Empyre. | S'inscrit dans l'évènement Empyre. | S'inscrit dans l'évènement Empyre. | S'inscrit dans l'évènement Empyre. |
| |                                    |                                    |                                    |                                    |
| 19 | L'accusatrice (2) (Acused: part 2) | Kelly Thompson                     | Cory Smith                         | 12 août 2020                       |
| Hulkling exhorte Carole de tuer sa sœur car le peuple le demande selon, les traditions. Il veut maintenir la paix entre les Krees et les Skrulls, en effet l'alliance entre les deux peuples est fragiles surtout en tant de guerre. Carol l'informe qu'elle va continuer son enquête car elle doute que sa sœur soit responsable du massacre d'une planète entière. Elle retourner enquêter sur K'in-Al, après avoir déposé sa sœur sur Terre. L'enquête de Carol n'avance pas, mais elle rencontre une connaissance : Walter, qui est contraint de faire des travaux d'intérêts généraux. Au moment de repartir, celui-ci a disparu, et ne semble pas être connu des gardes. Contrainte de rentrer sur Terre où Lauri-Ell est attaquée par des Cotati, Carol se joint à elle pour sauver les New-Yorkais. Par la suite, elle rend visite à Stephen Strange et lui demande d'incanter un sort pour partager la force de l'Arme Universelle avec Hazmat, War Machine et Spider-woman. |                                    |                                    |                                    |                                    |
| Remarques | S'inscrit dans l'évènement Empyre. | S'inscrit dans l'évènement Empyre. | S'inscrit dans l'évènement Empyre. | S'inscrit dans l'évènement Empyre. |
| |                                    |                                    |                                    |                                    |
| 20 | L'accusatrice (3) (Acused: part 3) | Kelly Thompson                     | Cory Smith                         | 19 août 2020                       |
| Carol donne une balise d'urgence pour la contacter à sa demi-sœur. Celle-ci a pour ordre de rester cacher sauf en cas d'attaque cotati. Carol embarque dans un vaisseau avec Hazmat, Spider-woman et War Machine pour s'entretenir auprès de l'empereur Dorek VIII. Elle lui montre qu'elle a partagé le pouvoir de l'Arme Universelle. Elle lui explique qu'elle a partagé le fardeau du marteau car elle la trouve douteuse. Elle voulait ainsi y voir plus clair. Hulking est contraint d'accepter la vision de Carol et l'aide à obtenir des informations sur Walter (alias Wastrel) qui est un prisonnier s'étant échapper récemment. L'équipe se rend sur Mar-Da'En (la planète de K'in-Al) pour tenter de trouver Walter. Les héros sont attaqués par des robots construits par Walter. Ils finissent par vaincre Walter, l'Arme Universelle révélant que c'est bien lui le coupable de la destruction de la cité. Il est accusé et fait prisonnier. Sur Terre, la voisine de Carol supplie Lauri-Ell de l'aider à retrouver sa fille qui a été enlevée par les Cotati. Comme cela est une urgence, la guerrière Kree accepte et appelle sa sœur à la rescousse. |                                    |                                    |                                    |                                    |
| Remarques | S'inscrit dans l'évènement Empyre. | S'inscrit dans l'évènement Empyre. | S'inscrit dans l'évènement Empyre. | S'inscrit dans l'évènement Empyre. |
| |                                    |                                    |                                    |                                    |
| 21 | L'accusatrice (4) (Acused: part 4) | Kelly Thompson                     | Cory Smith                         | 9 septembre 2020                   |
| Lauri-Ell commence à se battre contre les Cotati, elle est rapidement rejointe par Carol et son équipe. Les équipiers de Carol se retrouvent affaiblis car l'enchantement du Doctor Strange se dissipe. Elle-même étant en difficulté, Lauri-Ell appelée par le marteau, décide de l'attraper et retire le pouvoir de l'arme à Hazmat, Spider-woman et War Machine. Elle devient alors la nouvelle Accusatrice de l'Empire. Les héros parviennent à sauver la jeune fille et à repousser les Cotati. Lauri-Ell remet l'Arme Universelle à Carol, car celle-ci a prêté serment d'en finir avec la guerre. Carol promet de redonner le marteau à sa sœur une fois le conflit fini. |                                    |                                    |                                    |                                    |
| Remarques | S'inscrit dans l'évènement Empyre. | S'inscrit dans l'évènement Empyre. | S'inscrit dans l'évènement Empyre. | S'inscrit dans l'évènement Empyre. |

#### Un Nouveau Monde (nos22-26)
| Numéro | Titre V.F. (titre V.O.)                          | Scénariste(s)  | Dessinateur(s)            | Date de publication |
| --- | ------------------------------------------------ | -------------- | ------------------------- | ------------------- |
| |                                                  |                |                           |                     |
| 22 | Un Nouveau Monde (1) (The New World: Part One)   | Kelly Thompson | Lee Garbett               | 14 octobre 2020     |
| Hazmat, Spider-Womanet War Machine accompagnent Carol dans l'État de New-York afin de trouver la source d'un étrange signal. Carol découvre un vaisseau étranger et en se dirigeant vers lui elle se fait téléporter dans un endroit inconnu et dévasté. Elle rencontre Gerry Drew le fils de Jessica, mais celui-ci est adulte. Il apprend à Carol qu'ils sont à Manhattan en 2052 (dans l'univers 20368). Jessica rencontre également Emma Frost (qui reste sous forme de diamant afin de se protéger de l'atmosphère radioactive), Katie Barton (la fille d'Hawkeye et de Black Widow) et Carol Rhodes (la fille de James Rhodes). Après avoir appris comment son alter-ego de cette dimension est morte, Carol apprend qu'un certains Ove pose des problèmes aux survivants du camp. Luke Cage vient alors annoncé à Captain Marvel qu'Ove attend de la rencontrer. |                                                  |                |                           |                     |
| Remarques |                                                  |                |                           |                     |
| |                                                  |                |                           |                     |
| 23 | Un Nouveau Monde (2) (The New World: Part Two)   | Kelly Thompson | Lee Garbett, Belén Ortega | 4 novembre 2020     |
| Cage en qualité d'émissaire indique que Carol peut être accompagné d'un petit groupe composé de Hazmat, Emma Frost, Molly Hayes (des Runaways), Fantomex 5, Sora (la Louve), Irene Lebeau (Malicia, fille de Gambit et de la première Malicia), Katie Barton, Ellie Phimester (Negasonic), Johnny Watts (Fuse), Gerry Drew, Carol Rhodes, Katie Barton et Brigid (la fille de Thor). Elle demande également à Daniel Cage (fille de Luke et de Jessica Jones) de restée sur place. En route pour le camp d'Ove, les rescapées racontent à Captain Marvel comment leur monde est de cet état. C'est le résultat de plusieurs guerres, d'épidémies et de bombes nucléaires qui a forcé les survivants à se cacher sous terre. Le Soleil étant en train de s'éteindre, c'est la Captain Marvel de cet univers qui s'est sacrifiée pour lui redonner de l'énergie. Après quelques embuches le groupe arrive au camp d'Ove : la Nouvelle Atlantis.                                                                   |                                                  |                |                           |                     |
| Remarques |                                                  |                |                           |                     |
| |                                                  |                |                           |                     |
| 24 | Un Nouveau Monde (3) (The New World: Part Three) | Kelly Thompson | Lee Garbett, Belén Ortega | 9 décembre 2020     |
| Ove reçoit l'équipe et les invite à passer la nuit. Il invite également Carol à un dîner en tête à tête. Lors du repas, Ove raconte son histoire à Carol. Il est le fils de Namor et de l'Enchanteresse Amora. Namor a décidé de protéger son royaume pour ne pas être mêlé aux histoires humaines de la surface pendant les désastres. Ove raconte qu'une rébellion a tué son père et qu'il a du s'exiler sur la terre ferme avec sa mère. Ils fondèrent une ville prospère grâce à l'aide d'autres surhumains comme Armor, Jolt et Crystal. De retour dans la chambre Carol et son équipe prépare un plan pour fouiller le bâtiment et découvrir ce que cache Ove. Ils trouvent Illyana Raspoutine (Magik) enchaînée dans la cave, elle révle que c'est elle qui a fait venir Carol dans cette réalité. Ces révélations sont interrompues par Ove et Amora qui envoient leurs sbires attraper l'équipe de Carol. Celle-ci se retrouve enchaînée au mur. Ove lui révèle que Carol est la clef de son avenir.   |                                                  |                |                           |                     |
| Remarques |                                                  |                |                           |                     |
| |                                                  |                |                           |                     |
| 25 | Un Nouveau Monde (4) (The New World: Part Four)  | Kelly Thompson | Lee Garbett, Belén Ortega | 27 janvier 2021     |
| Carol Rhodes parvient à libérer Brigid grâce à ses pouvoirs d'intangibilité. Ove et Amora révèlent à Carol qu'ils prévoient d'envoyer Ove dans la Terre-616 afin que celui-ci règnent sur ce monde. Ove repart à ses occupations de souverains laissant Amora et Carol seules. Elle admet qu'elle n'était pas vraiment amoureuse de Namor et qu'elle aurait souhaité autre chose pour son fils. Elle révèle que c'est Ove qui a en fait assassiné Namor. Amora concède malgré cela qu'elle n'ira pas à l'encontre de la volonté d'Ove car il demeure son fils. Amora et Ove force Magik a commencé le sortilège. Brigid et Emma Frost viennent l'interrompre. Cette dernière utilise ses pouvoirs télépathique pour libérer Luke cage du charme de l'Enchanteresse, mais cela la fait s'évanouir. De son côté Brigid réussi à appeler Mjolnir et obtient les pouvoirs de Thor. Elle pointe le marteau en direction de Carol pour la charger en énergie. Celle-ci se transforme en binaire et brise ses chaînes. |                                                  |                |                           |                     |
| Remarques |                                                  |                |                           |                     |
| |                                                  |                |                           |                     |
| 26 | Un Nouveau Monde (5) (The New World: Conclusion) | Kelly Thompson | Lee Garbett               | 24 février 2021     |
| Après un combat intense et grâce aux protections d'Amora, Ove réussit à passer le portail. Malgré l'inquiétude de Carol pour la Terre-616, celle-ci est rassurée car cette réalité est sauvée. Spider-woman se sacrifie afin que Magik puisse renvoyer Carol chez elle. Captain Marvel se retrouve alors pile au moment où elle a quitté sa réalité. Carol comprend alors que le vaisseau du début est en fait en vaisseau marin, celui d'Ove. Elle expliqe alors ce qui lui ait arrivé à Spider-Woman, War Machine et Hazmat. Quelques jours plus tard elle raconte à Rhodey qu'elle a rencontré sa fille dans le futur, et que c'est pourquoi elle préfère rompre avec lui afin de ne pas le priver de sa future fille. |                                                  |                |                           |                     |
| Remarques |                                                  |                |                           |                     |

#### L'Erreur Est Humaine (no27)
| Numéro | Titre V.F. (titre V.O.)                   | Scénariste(s)  | Dessinateur(s) | Date de publication |
| --- | ----------------------------------------- | -------------- | -------------- | ------------------- |
| |                                           |                |                |                     |
| 27 | L'Erreur Est Humaine (Mistakes Were Made) | Kelly Thompson | David López    | 17 mars 2021        |
| Carol digère mal sa rupture avec Rhodey et reste deux semaines dans son appartement. Spider-Woman, après être rentré chez Carol en fracassant la fenêtre, l'emmène sauver des vies et la planète pour lui changer les idées. Quelques jours plus tard Jessica refait une entrée spectaculaire chez Carol pour l'obliger à faire autre chose de sa vie. Elle est conduite à un Speed-Dating par Jessica ainsi que Lauri-Ell, Jennifer Takeda et Monica Rambeau. En plein milieu d'un rendez-vous elle se fait attaquer par un magicien commandant des charpents (mi-chat, mi-serpent). Carol dépitée par la soirée décide d'aller dans un bar d'Hell's Kitchen. À deux doigts de boire, elle est sauvée par Stephen Strange qui passait par là. De fil en aiguille et la soirée s'allongeant, Carol se réveille le lendemain dans le lit du Docteur au Sanctuaire Sacré. |                                           |                |                |                     |
| Remarques |                                           |                |                |                     |

#### Etrange Magie (nos28-30)
| Numéro | Titre V.F. (titre V.O.)                                                          | Scénariste(s)                          | Dessinateur(s)                         | Date de publication |
| --- | -------------------------------------------------------------------------------- | -------------------------------------- | -------------------------------------- | ------------------- |
| |                                                                                  |                                        |                                        |                     |
| 28 | Etrange Magie (1) (Strange Magic: Part 1 of 3)                                   | Kelly Thompson                         | Jacopo Camagni                         | 21 avril 2021       |
| Carol se reveille au milieu de la nuit après un cauchemar où Ove massacrait les Avengers, ces derniers lui reprochant de n'avoir rien fait pour arrêter celui-ci. Elle fait part de ses troubles nocturnes à Jessica Drew, Carol discute et voit que Ove gagne à chaque fois grâce à la magie. Les deux héroïnes se rendent donc au Sanctuaire Sacré pour demander de l'aide au Docteur Strange. Carol demande à Stephen de lui apprendre la magie. D'abord il refuse, puis Carol lui raconte l'histoire concernant Ove, résigné Stephen concède et va aider Carol. Il l'amène dans une salle qui lui révèle comment elle peut battre Ove. Carol s'obstine à vouloir apprendre la magie qu'elle considère comme étant la seule solution pour vaincre Ove. Stephen refuse de l'aider plus et Carol s'en va chercher de l'aide auprès d'autres magiciens (Docteur Vaudou, Wiccan, Magik, Sister Grimm, la Sorcière Rouge) qui refusent tous, argumentant que c'est un chemin dangereux et que Carol doit avoir un point faible. Elle se résigne donc à aller voir Amora en dernier recours. |                                                                                  |                                        |                                        |                     |
| Remarques |                                                                                  |                                        |                                        |                     |
| |                                                                                  |                                        |                                        |                     |
| 29 | Etrange Magie (2) (Strange Magic: Part 2 of 3)                                   | Kelly Thompson                         | Jacopo Camagni                         | 23 juin 2021        |
| Carol demande à Amora de lui enseigner la magie. Elle accepte et l'emmène sous l'Océan Pacifique pour récupérer une perle rouge : le cœur du serpent. Cette mission est faite pour former Carol. La perle est cependant garder par des monstres marins. Un champ de force magique empêche Amora mais pas Carol de s'approcher de la perle. Carol réussit à vaincre les monstres et à s'emparer de la perle. Toutefois elle se retrouve bloquée en voulant traverser le champ de force, la perle a en revanche traversée le dôme magique. Dans le même temps le Docteur Strange et Rhodey se prépare à aller secourir Carol. Celle-ci est extenuée, mais reprend des forces en trouvant une source volcanique sous le dôme, lui redonnant beaucoup d'énergie. |                                                                                  |                                        |                                        |                     |
| Remarques |                                                                                  |                                        |                                        |                     |
| |                                                                                  |                                        |                                        |                     |
| 30 | Etrange Magie (3) (Strange Magic: Finale) [I] Réactions en chaîne (Ripples) [II] | Kelly Thompson [I] Jamie McKelvie [II] | Jacopo Camagni [I] Jamie McKelvie [II] | 21 juillet 2021     |
| [I] : Après avoir quitté le dôme magique, Carol se rend folle de rage chez Amora. Celle-ci apprend à Carol que le cœur de serpent, une fois ingurgité offre une immunité à la magie. Pendant qu'Amora prépare une potion pour boire la perle, elle en profite pour lire dans les pensées de Carol. Elle apprend l'objectif de la quête de Carol qui est de vaincre Ove, le fils d'Amora. Celle-ci se met alors dans une colère noire et assomme Carol. Amora lance un sort pour amener son fils chez elle. Quelques instants plus tard Ove arrive. Lors des retrouvailles Carol en profite pour puiser dans ses dernières ressources pour assommer Amora. Un combat avec Ove s'ensuit. Alors qu'elle est au plus mal, Rhodey la rejoint et la recharge en énergie. En plein milieu du combat, Carol décide de boire la potion d'Amora pour être immunisé à la magie d'Ove. Ce dernier réussit à s'emparer de la potion et la boit, ce qui a pour effet d'annuler tous les pouvoirs magiques qu'il détenait. Carol accompagnée de Rhodey laisse la mère et le fils tranquille. Les deux héros en profite pour se remettre ensemble. Carol se rend chez Strange qui la met en garde de ses agissement avec la magie, et qu'elle pourrait subir de graves conséquences à ces actes. [II] : Kamala Khan après avoir arrêté Scorpia reçoit la visite de Carol. Celle-ci cherche à savoir ce qui a inspiré Kamala pour qu'elle prenne l'ancien alias (Miss Marvel) de Carol. Kamala lui dit qu'avant d'avoir ses pouvoirs elle se sentait impuissante. Elle était rassurée par les héros dont Captain Marvel qui sauvaient des vies tout en restant naturels et en ayant la classe. En discutant Kamala montre à Carol des gens qu'elle a sauvé alors qu'elle était avec les Avengers. Kamala parle des secondes chances qu'on eut ses personnes. Carol ne voit pas forcément le changement dans les vies des gens qu'elle a sauvé, mais Kamala lui fait prendre conscience de ceci. C'est en observant ces changements que Kamala avoue être inspiré par Carol. Carol est rassurée et n'est plus en proie au doute. Elle remercie Kamala, la serre dans ses bras et lui avoue qu'elle aussi est inspirée par la jeune fille. |                                                                                  |                                        |                                        |                     |
| Remarques |                                                                                  |                                        |                                        |                     |

#### Vacation, All I Never Wanted(no31)
| Numéro    | Titre V.F. (titre V.O.)        | Scénariste(s)  | Dessinateur(s)   | Date de publication |
| --------- | ------------------------------ | -------------- | ---------------- | ------------------- |
|           |                                |                |                  |                     |
| 31        | (Vacation, All I Never Wanted) | Kelly Thompson | Takeshi Miyazawa | 11 août 2021        |
| [ 202 ]   |                                |                |                  |                     |
| Remarques |                                |                |                  |                     |

#### The Last of the Marvels (nos32-36)
| Numéro    | Titre V.F. (titre V.O.)               | Scénariste(s)  | Dessinateur(s) | Date de publication |
| --------- | ------------------------------------- | -------------- | -------------- | ------------------- |
|           |                                       |                |                |                     |
| 32        | (The Last of the Marvels, Part One)   | Kelly Thompson | Sergio Dávila  | 1er septembre 2021  |
| [ 204 ]   |                                       |                |                |                     |
| Remarques |                                       |                |                |                     |
|           |                                       |                |                |                     |
| 33        | (The Last of the Marvels, Part Two)   | Kelly Thompson | Sergio Dávila  | 6 octobre 2021      |
| [ 206 ]   |                                       |                |                |                     |
| Remarques |                                       |                |                |                     |
|           |                                       |                |                |                     |
| 34        | (The Last of the Marvels, Part Three) | Kelly Thompson | Sergio Dávila  | 1er décembre 2021   |
| [ 208 ]   |                                       |                |                |                     |
| Remarques |                                       |                |                |                     |
|           |                                       |                |                |                     |
| 35        | (The Last of the Marvels, Part Four)  | Kelly Thompson | Sergio Dávila  | 5 janvier 2022      |
| [ 210 ]   |                                       |                |                |                     |
| Remarques |                                       |                |                |                     |
|           |                                       |                |                |                     |
| 36        | (The Last of the Marvels, Part Five)  | Kelly Thompson | Sergio Dávila  | 23 février 2022     |
| [ 212 ]   |                                       |                |                |                     |
| Remarques |                                       |                |                |                     |

#### (B)road Trip(no37)
| Numéro    | Titre V.F. (titre V.O.) | Scénariste(s)  | Dessinateur(s) | Date de publication |
| --------- | ----------------------- | -------------- | -------------- | ------------------- |
|           |                         |                |                |                     |
| 37        | (B)road Trip            | Kelly Thompson | Julius Ohta    | 30 mars 2022        |
| [ 214 ]   |                         |                |                |                     |
| Remarques |                         |                |                |                     |

#### Trials (nos38-41)
| Numéro    | Titre V.F. (titre V.O.) | Scénariste(s)  | Dessinateur(s)            | Date de publication |
| --------- | ----------------------- | -------------- | ------------------------- | ------------------- |
|           |                         |                |                           |                     |
| 38        | Trials (Part One)       | Kelly Thompson | Juan Frigeri Álvaro López | 1er juin 2022       |
| [ 216 ]   |                         |                |                           |                     |
| Remarques |                         |                |                           |                     |
|           |                         |                |                           |                     |
| 39        | Trials (Part Two)       | Kelly Thompson | Juan Frigeri Álvaro López | 13 juillet 2022     |
| [ 218 ]   |                         |                |                           |                     |
| Remarques |                         |                |                           |                     |
|           |                         |                |                           |                     |
| 40        | Trials (Part Three)     | Kelly Thompson | Juan Frigeri Álvaro López | 17 août 2022        |
| [ 220 ]   |                         |                |                           |                     |
| Remarques |                         |                |                           |                     |
|           |                         |                |                           |                     |
| 41        | Trials (Part Four)      | Kelly Thompson | Juan Frigeri Álvaro López | 14 septembre 2022   |
| [ 222 ]   |                         |                |                           |                     |
| Remarques |                         |                |                           |                     |

#### The Chewie Center(no42)
| Numéro    | Titre V.F. (titre V.O.) | Scénariste(s)  | Dessinateur(s) | Date de publication |
| --------- | ----------------------- | -------------- | -------------- | ------------------- |
|           |                         |                |                |                     |
| 42        | (The Chewie Center)     | Kelly Thompson | Andrea Di Vito | 12 octobre 2022     |
| [ 224 ]   |                         |                |                |                     |
| Remarques |                         |                |                |                     |

## Séries complémentaires

### Séries annuelles

#### Ms. Marvel annual(2008)
| Numéro    | Titre V.F. (titre V.O.)                   | Scénariste(s)                             | Dessinateur(s)                            | Date de publication                       |
| --------- | ----------------------------------------- | ----------------------------------------- | ----------------------------------------- | ----------------------------------------- |
|           |                                           |                                           |                                           |                                           |
| 1         | (Scavengers)                              | Brian Reed                                | Mark Robinson                             | 4 septembre 2008                          |
| [ 226 ]   |                                           |                                           |                                           |                                           |
| Remarques | Épisode lié à la série Ms. Marvel vol. 2. | Épisode lié à la série Ms. Marvel vol. 2. | Épisode lié à la série Ms. Marvel vol. 2. | Épisode lié à la série Ms. Marvel vol. 2. |

### Séries spéciales

#### Ms. Marvel Special(2007)
| Numéro    | Titre V.F. (titre V.O.)                   | Scénariste(s)                             | Dessinateur(s)                            | Date de publication                       |
| --------- | ----------------------------------------- | ----------------------------------------- | ----------------------------------------- | ----------------------------------------- |
|           |                                           |                                           |                                           |                                           |
| 1         | Binaire (Binary)                          | Brian Reed                                | Giuseppe Camuncoli                        | 31 janvier 2007                           |
| [ 228 ]   |                                           |                                           |                                           |                                           |
| Remarques | Épisode lié à la série Ms. Marvel vol. 2. | Épisode lié à la série Ms. Marvel vol. 2. | Épisode lié à la série Ms. Marvel vol. 2. | Épisode lié à la série Ms. Marvel vol. 2. |

#### Ms. Marvel Special: Storyteller(2008)
| Numéro    | Titre V.F. (titre V.O.)                   | Scénariste(s)                             | Dessinateur(s)                            | Date de publication                       |
| --------- | ----------------------------------------- | ----------------------------------------- | ----------------------------------------- | ----------------------------------------- |
|           |                                           |                                           |                                           |                                           |
| 1         | (Return of the Storyteller)               | Brian Reed                                | Giuseppe Camuncoli                        | 5 novembre 2008                           |
| [ 230 ]   |                                           |                                           |                                           |                                           |
| Remarques | Épisode lié à la série Ms. Marvel vol. 2. | Épisode lié à la série Ms. Marvel vol. 2. | Épisode lié à la série Ms. Marvel vol. 2. | Épisode lié à la série Ms. Marvel vol. 2. |

### Séries géantes

#### Giant-Size Ms. Marvel(2006)
| Numéro | Titre V.F. (titre V.O.) | Scénariste(s)                                                                     | Dessinateur(s)                                                                    | Date de publication                                                               |
| --- | --- | --------------------------------------------------------------------------------- | --------------------------------------------------------------------------------- | --------------------------------------------------------------------------------- |
| | |                                                                                   |                                                                                   |                                                                                   |
| 1 | (Moment of Clarity) [I] (Vengeance Is Mine!) [II] (This Woman, This Warrior!) [III] (Enigma of Fear!) [IV] (The All-New Ms. Marvel) [V] | Brian Reed                                                                        | Roberto De La Torre                                                               | 15 février 2006                                                                   |
| [I] : [II] : Réédition de Captain Marvel vol. 1 #18. [III] : Réédition de Ms. Marvel vol. 1 #1. [IV] : Réédition de Ms. Marvel vol. 1 #2. [V] : Réédition de Ms. Marvel vol. 1 #20. | |                                                                                   |                                                                                   |                                                                                   |
| Remarques | [I] : Épisode lié à la série Ms. Marvel vol. 2, prenant place pendant House of M.                                                       | [I] : Épisode lié à la série Ms. Marvel vol. 2, prenant place pendant House of M. | [I] : Épisode lié à la série Ms. Marvel vol. 2, prenant place pendant House of M. | [I] : Épisode lié à la série Ms. Marvel vol. 2, prenant place pendant House of M. |

## One-Shots

### Avengers: The Enemy Within(2013)
| Numéro    | Titre V.F. (titre V.O.) | Scénariste(s) | Dessinateur(s) | Date de publication |
| --------- | --- | --- | --- | --- |
|           | | | | |
| 1         | (Enemy Within: Part 1) | Kelly Sue DeConnick | Scott Hepburn | 15 mai 2013 |
| [ 234 ]   | | | | |
| Remarques | Début de l'arc Ennemy Within qui se poursuit dans les numéros suivants : Avengers Assemble Vol. 2 #16-17 et Captain Marvel Vol. 7 #13-14. | Début de l'arc Ennemy Within qui se poursuit dans les numéros suivants : Avengers Assemble Vol. 2 #16-17 et Captain Marvel Vol. 7 #13-14. | Début de l'arc Ennemy Within qui se poursuit dans les numéros suivants : Avengers Assemble Vol. 2 #16-17 et Captain Marvel Vol. 7 #13-14. | Début de l'arc Ennemy Within qui se poursuit dans les numéros suivants : Avengers Assemble Vol. 2 #16-17 et Captain Marvel Vol. 7 #13-14. |

### Generations: Captain Marvel & Captain Mar-Vell(2017)
| Numéro    | Titre V.F. (titre V.O.) | Scénariste(s)  | Dessinateur(s)   | Date de publication |
| --------- | ----------------------- | -------------- | ---------------- | ------------------- |
|           |                         |                |                  |                     |
| 1         |                         | Margaret Stohl | Brent Schoonover | 13 septembre 2017   |
| [ 236 ]   |                         |                |                  |                     |
| Remarques |                         |                |                  |                     |

### Infinity Countdown: Captain Marvel(2018)
| Numéro    | Titre V.F. (titre V.O.)              | Scénariste(s)                        | Dessinateur(s)                       | Date de publication                  |
| --------- | ------------------------------------ | ------------------------------------ | ------------------------------------ | ------------------------------------ |
|           |                                      |                                      |                                      |                                      |
| 1         |                                      | Jim McCann                           | Diego Olortegui                      | 30 mai 2018                          |
| [ 238 ]   |                                      |                                      |                                      |                                      |
| Remarques | S'inscrit dans l'évènement Infinity. | S'inscrit dans l'évènement Infinity. | S'inscrit dans l'évènement Infinity. | S'inscrit dans l'évènement Infinity. |

### Captain Marvel: Braver & Mightier(2019)
| Numéro    | Titre V.F. (titre V.O.) | Scénariste(s) | Dessinateur(s)     | Date de publication |
| --------- | ----------------------- | ------------- | ------------------ | ------------------- |
|           |                         |               |                    |                     |
| 1         |                         | Jody Houser   | Simone Buonfantino | 27 février 2019     |
| [ 240 ]   |                         |               |                    |                     |
| Remarques |                         |               |                    |                     |

### Absolute Carnage: Captain Marvel(2019)
| Numéro    | Titre V.F. (titre V.O.)                      | Scénariste(s)                                | Dessinateur(s)                               | Date de publication                          |
| --------- | -------------------------------------------- | -------------------------------------------- | -------------------------------------------- | -------------------------------------------- |
|           |                                              |                                              |                                              |                                              |
| 1         | Absolute Carnage : Captain Marvel            | Emily Ryan Lerner                            | Andrea Broccardo                             | 20 novembre 2019                             |
| [ 242 ]   |                                              |                                              |                                              |                                              |
| Remarques | S'inscrit dans l'évènement Absolute Carnage. | S'inscrit dans l'évènement Absolute Carnage. | S'inscrit dans l'évènement Absolute Carnage. | S'inscrit dans l'évènement Absolute Carnage. |

### Marvels Snapshots: Captain Marvel(2021)
| Numéro    | Titre V.F. (titre V.O.) | Scénariste(s)        | Dessinateur(s) | Date de publication |
| --------- | ----------------------- | -------------------- | -------------- | ------------------- |
|           |                         |                      |                |                     |
| 1         | (What's Your Story?)    | Mark WaidKurt Busiek | Claire Roe     | 24 février 2021     |
| [ 244 ]   |                         |                      |                |                     |
| Remarques |                         |                      |                |                     |

## Univers alternatifs

### Marvel Action: Captain MarvelVolume 1 (2019)
Les séries Marvel Action sont des comics pour enfants et le résultat de la collaboration entre Marvel et IDW.
| Numéro    | Titre V.F. (titre V.O.)       | Scénariste(s) | Dessinateur(s) | Date de publication |
| --------- | ----------------------------- | ------------- | -------------- | ------------------- |
|           |                               |               |                |                     |
| 1         | (Big Flerken Deal)            | Sam Maggs     | Sweeney Boo    | 21 août 2019        |
|           |                               |               |                |                     |
| Remarques |                               |               |                |                     |
|           |                               |               |                |                     |
| 2         | (Don't Be Flerken Ridicolous) | Sam Maggs     | Sweeney Boo    | 18 septembre 2019   |
|           |                               |               |                |                     |
| Remarques |                               |               |                |                     |
|           |                               |               |                |                     |
| 3         | (I'm Flerken Out!)            | Sam Maggs     | Sweeney Boo    | 23 octobre 2019     |
|           |                               |               |                |                     |
| Remarques |                               |               |                |                     |
|           |                               |               |                |                     |
| 4         | (Bug Out!)                    | Sam Maggs     | Sweeney Boo    | 11 mars 2020        |
|           |                               |               |                |                     |
| Remarques |                               |               |                |                     |
|           |                               |               |                |                     |
| 5         | (Hive It Your Way!)           | Sam Maggs     | Sweeney Boo    | 27 mai 2020         |
|           |                               |               |                |                     |
| Remarques |                               |               |                |                     |
|           |                               |               |                |                     |
| 6         | (Queen Bees)                  | Sam Maggs     | Sweeney Boo    | 5 août 2020         |
|           |                               |               |                |                     |
| Remarques |                               |               |                |                     |

### Marvel Action: Captain MarvelVolume 2 (2021)
| Numéro    | Titre V.F. (titre V.O.)                         | Scénariste(s) | Dessinateur(s)    | Date de publication |
| --------- | ----------------------------------------------- | ------------- | ----------------- | ------------------- |
|           |                                                 |               |                   |                     |
| 1         | (Do Androids Meme of Electric Sheep?! - Part 1) | Sam Maggs     | Mario Del Pennino | 31 mars 2021        |
|           |                                                 |               |                   |                     |
| Remarques |                                                 |               |                   |                     |
|           |                                                 |               |                   |                     |
| 2         | (Do Androids Meme of Electric Sheep?! - Part 2) | Sam Maggs     | Sweeney Boo       | 14 avril 2021       |
|           |                                                 |               |                   |                     |
| Remarques |                                                 |               |                   |                     |
|           |                                                 |               |                   |                     |
| 3         | (Game On!)                                      | Sam Maggs     | Sweeney Boo       | 2 juin 2021         |
|           |                                                 |               |                   |                     |
| Remarques |                                                 |               |                   |                     |
|           |                                                 |               |                   |                     |
| 4         | (Rage Quit!)                                    | Sam Maggs     | Sweeney Boo       | 16 juin 2021        |
|           |                                                 |               |                   |                     |
| Remarques |                                                 |               |                   |                     |
|           |                                                 |               |                   |                     |
| 5         | (Battle Pass!)                                  | Sam Maggs     | Sweeney Boo       | 21 juillet 2021     |
|           |                                                 |               |                   |                     |
| Remarques |                                                 |               |                   |                     |

### Captain Marvel: The End(2020)
| Numéro    | Titre V.F. (titre V.O.)                    | Scénariste(s)                              | Dessinateur(s)                             | Date de publication                        |
| --------- | ------------------------------------------ | ------------------------------------------ | ------------------------------------------ | ------------------------------------------ |
|           |                                            |                                            |                                            |                                            |
| 1         |                                            | Kelly Thompson                             | Carmen Carnero                             | 29 janvier 2020                            |
| [ 257 ]   |                                            |                                            |                                            |                                            |
| Remarques | L'histoire prend place sur la Terre-20368. | L'histoire prend place sur la Terre-20368. | L'histoire prend place sur la Terre-20368. | L'histoire prend place sur la Terre-20368. |